# Salvia y chaparral costero de California
La Salvia y chaparral costero de California (en inglés: California coastal sage and chaparral) es una ecorregión de bosques y matorrales mediterráneos ubicada en el suroeste de California (Estados Unidos) y el noroeste de Baja California (México). Es parte de la gran ecorregión de chaparrales y bosques de California.

## Geografía
La ecorregión costera de salvia y chaparral de California cubre aproximadamente 14 000 millas cuadradas (36 260 km²) de terrazas costeras, llanuras y estribaciones entre Carpintería en California y Cabo Punta Banda en Baja California. Esto incluye las laderas suroeste de las cordilleras transversal y peninsular, la totalidad de las sierras de Santa Susana y Santa Mónica, las islas del Canal, la isla Guadalupe y la isla Cedros.
Los principales centros urbanos ubicados dentro de esta ecorregión incluyen el Gran Los Ángeles, San Diego-Tijuana, Ensenada y Tecate.

## Clima
El clima es mediterráneo, con inviernos suaves y húmedos y veranos calurosos y secos con niebla.

## Flora
Las especies de plantas de la ecorregión de salvia y chaparral de la costa de California son diversas, con alto endemismo. Las principales comunidades de plantas son los matorrales de salvia costeros, la pradera costera de California, el chaparral, los bosques de robles del sur, los bosques de pinos, los bosques ribereños y los humedales.

### Costa

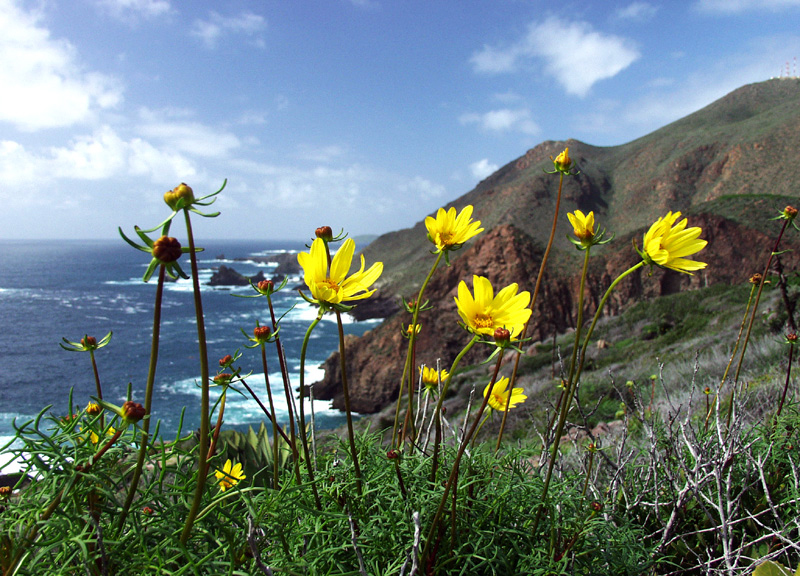
California brittlebush crece en empinadas laderas costeras cerca de Ensenada, Baja California.

Las especies adyacentes a la costa prominentes incluyen: la Artemisa de California (Artemisia californica) y el girasol californiano (Encelia californica), junto con el trigo sarraceno de California (Eriogonum fasciculatum) y la salvia de Munz (Salvia munzii).
En las zonas sur de esta ecorregión costera se pueden encontrar cactus y suculentas, como: agave de Shawii (Agave shawii), la dudleya costera (Dudleya caespitosa), la cholla costera (Cylindropuntia prolifera), la cereus dorada (Bergerocactus emoryi), y otros espinosos. especies de pera (Opuntia), Yucca y Dudleya.
Algunas de las plantas endémicas de la zona de la costa sur de la ecorregión incluyen: hierbabuena de San Diego (Acanthomintha ilicifolia), ambrosía de San Diego (Ambrosia pumila) y cactus de barril de San Diego (Ferocactus viridescens).

### Pendientes
Más arriba de la costa, las laderas están densamente cubiertas de arbustos chaparrales, como: chamise (Adenostoma fasciculatum) y muchas especies de lila de California (Ceanothus) y manzanita (Arctostaphylos). La yuca chaparral (Hesperoyucca whipplei) es común en toda la zona climática.

### Árboles

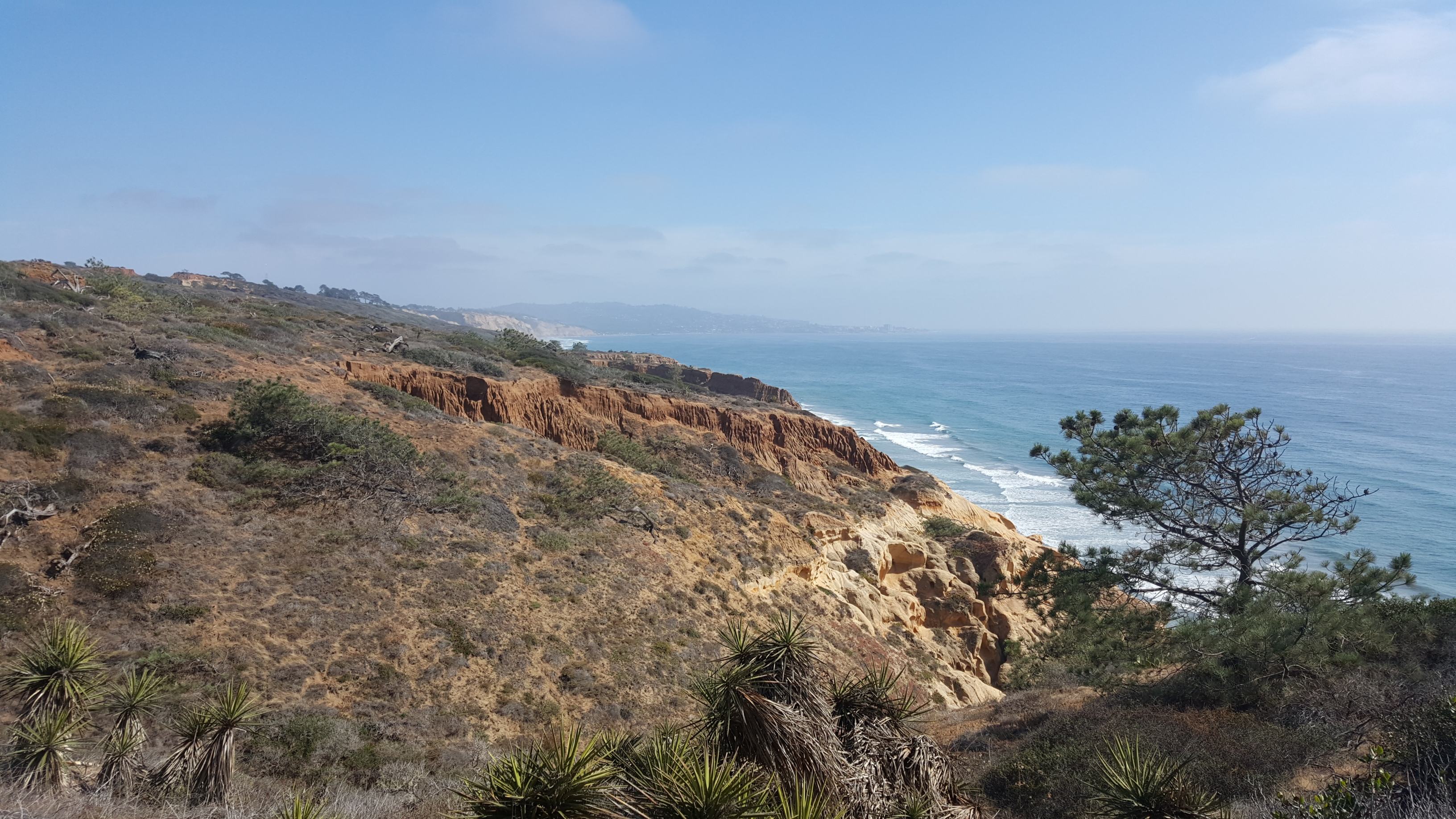
Matorrales costeros y pinos torrey en la Reserva Natural Estatal Torrey Pines, San Diego.

En las zonas más altas están las coníferas como el pino azucarero (Pinus lambertiana), el pino ponderosa (Pinus ponderosa), el pino Jeffrey (Pinus jeffreyi), el pino Coulter (Pinus coulteri) y el cedro incienso (Calocedrus decurrens). Las especies endémicas de ciprés (Cupressus) incluyen: el ciprés de Monterrey (Cupressus macrocarpa), el ciprés de Gowen (Cupressus goveniana) y el ciprés de Sargent (Cupressus sargentii).
Otro árbol endémico es el raro pino de Torrey (Pinus torreyana), que solo es nativo de los acantilados costeros en la Reserva Estatal Torrey Pines cerca de San Diego, y frente a la costa en la Isla Santa Rosa.
Los fondos de los cañones ribereños pueden tener sicomoros de California (Platanus racemosa). Los bosques de robles de California se encuentran en muchas elevaciones en lugares menos xéricos, con especies como el roble vivo de la costa (Quercus agrifolia). Los robles del valle (Quercus lobata) alguna vez cubrieron las llanuras protegidas adyacentes, como en la cuenca de Los Ángeles y el Valle de San Fernando.
Las poblaciones remanentes de nueces negras del sur de California (Juglans californica) se encuentran en algunas caras norte de las montañas de Santa Mónica, las montañas de Santa Susana y las colinas de San José.

### Islas del Canal
Las Islas del Canal están cubiertas principalmente de salvia costera y chaparral de chamise con algunos bosques de robles que incluyen endémicos y / o raros como: el trigo sarraceno (Eriogonum spp.), roble de la isla (Quercus tomentella) y especies de Dudleya restringidas a estas islas.

### Otros hábitats
En y alrededor de estos diferentes hábitats, esta ecorregión diversa también contiene 'parches' de bosques de robles y sicomoros de la zona ribereña de herbazales, praderas de especies nativas e introducidas y páramos serpenteantes. Los hábitats de humedales estacionales incluyen arroyos, estanques, charcas primaverales y llanuras aluviales intermitentes.
Los incendios forestales son parte de la ecología natural del fuego en toda la ecorregión. Los hábitats de esta costa seca y cálida deben sobrevivir y revivir después de los incendios forestales regulares, y las especies de plantas dominantes se han adaptado para hacerlo.

## Fauna

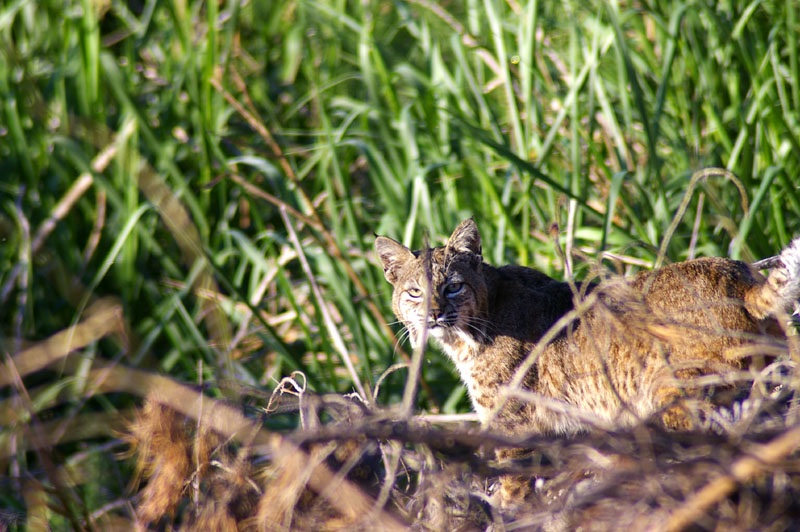
Un lince vagando por las estribaciones de las montañas de Santa Mónica.

La vida silvestre que se encuentra aquí incluye las mariposas Hermes Copper y Quino checkerspot entre las 200 especies de mariposas que se encuentran aquí. Otros animales incluyen la boa rosada (Lichanura trivirgata), la serpiente de cascabel de diamante rojo (Crotalus ruber), la subespecie de San Diego del lagarto cornudo de la costa y el gecko de bandas occidentales (Coleonyx variegatus), el ratón de bolsillo de San Diego, la rata canguro de Stephens (Dipodomys stephensi), la serpiente occidental parche de nariz (Salvadora hexalepis) y crisopa de la polilla del queso (especie Chrysoperla). Las piscinas primaverales en la ecorregión albergan al camarón hada de Riverside (Streptocephalus woottoni).
El perlita californiana (Polioptila californica) es un ave pequeña, endémica de esta ecorregión costera, que ha sido protegida ya que su hábitat ahora está designado como Área Importante para las Aves. Otras aves que se encuentran aquí son el pájaro carpintero endémico de Nutall (Picoides nuttallii) del bosque de robles, y la matraca desértica (Campylorhynchus brunneicapillus).
Las áreas importantes para las aves en México incluyen Isla Guadalupe e Isla Cedros, y partes de la Sierra de Juárez y la Sierra de San Pedro Mártir.

## Amenazas y preservación

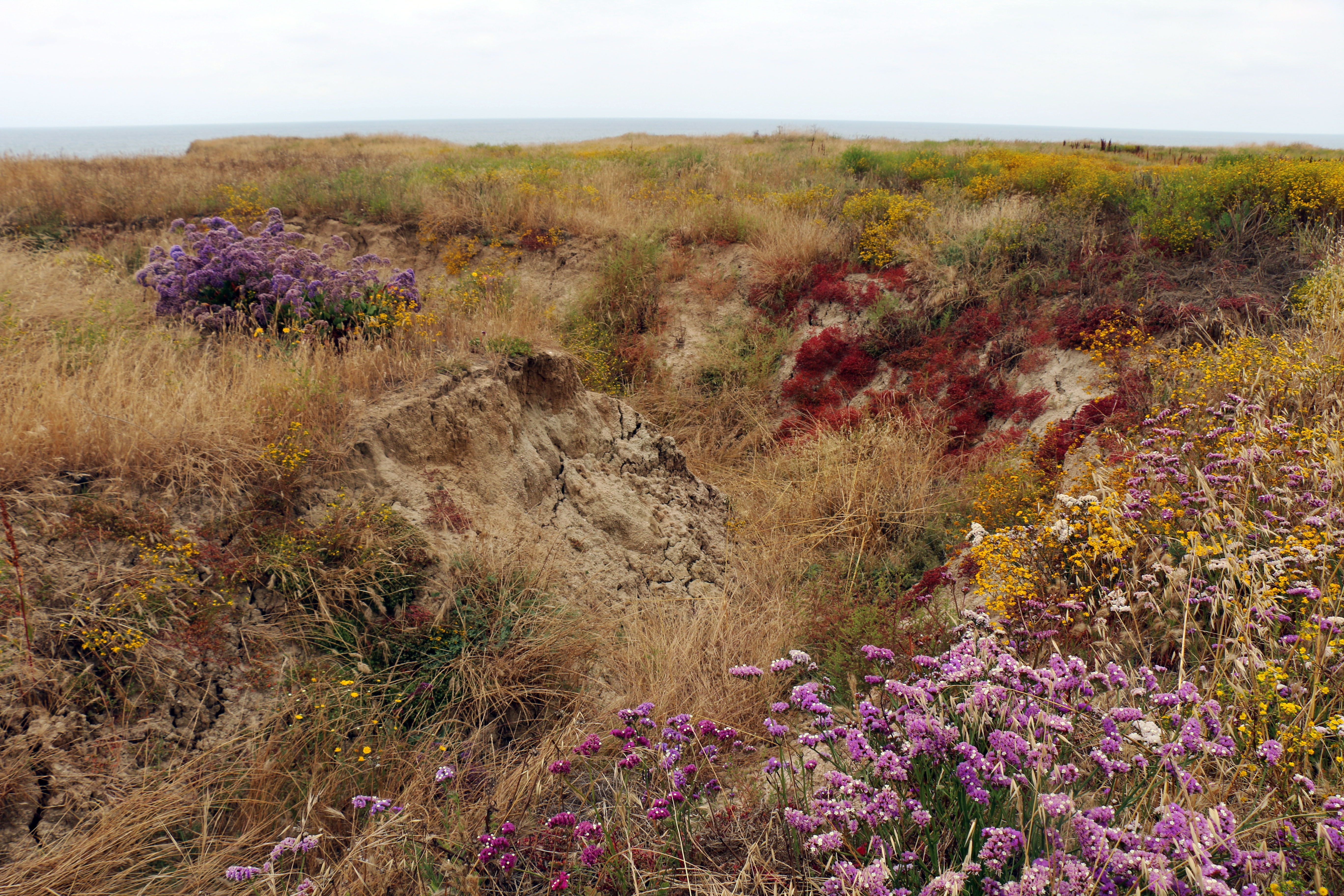
Parche restaurado de matorral costero en la Base del Cuerpo de Marines Camp Pendleton.

Esta atractiva costa es altamente vulnerable al desarrollo urbano, recreativo y agrícola y solo el 15% del hábitat original está intacto. Los hábitats son vulnerables al pastoreo de ganado, que ha eliminado gran parte de la vegetación nativa en las Islas del Canal, como la isla Santa Cruz, donde pastorearon ovejas durante más de 100 años.
Irónicamente, otra amenaza es el control de incendios, que solo permite que se acumule la cantidad de material seco en el bosque, lo que eventualmente resulta en incendios masivos. Sin embargo, en muchas regiones de chaparrales, como las montañas de Santa Mónica, el aumento de la frecuencia de los incendios es la mayor preocupación porque los intervalos de retorno de incendios en las comunidades maduras de chaparrales deben ser de 30 a 150 años, a diferencia de gran parte de la región, que a menudo tiene intervalos de retorno de 20 años o menos.
Hay parches de matorral de salvia costera en la Base del Cuerpo de Marines Camp Pendleton, las montañas de Santa Mónica, las colinas de San Joaquín cerca de Laguna Beach y el rancho Irvine en el condado de Orange, California. Existen parches adicionales de matorral de salvia costera en el sur de California en el Bosque Nacional Ángeles.

### Áreas protegidas
Una evaluación de 2017 encontró que 1.925 km², o el 6%, de la ecorregión se encuentra en áreas protegidas. Las áreas protegidas incluyen el Parque nacional Islas del Canal, el Área Recreativa Nacional de las Montañas de Santa Mónica, el Parque Estatal Point Mugu, el Parque Estatal Malibu Creek, el Parque Estatal Topanga, el Parque Griffith, el Parque Histórico Estatal Santa Susana Pass, la Reserva Ecológica Estatal Ballona Wetlands, el Parque Estatal Chino Hills, El Parque Estatal Crystal Cove, la Reserva de la Meseta de Santa Rosa y la Reserva Estatal Torrey Pines.